# Sandra Magnusová
Sandra Hall Magnusová (* 30. října 1964 Belleville, Illinois, USA) byla původně letecká inženýrka, od května 1996 je americkou astronautkou, členkou oddílu astronautů NASA. V říjnu 2002 se poprvé vydala do vesmíru na Mezinárodní vesmírnou stanici (ISS) na palubě raketoplánu Atlantis, podruhé strávila na ISS čtyři měsíce od listopadu 2008 do března 2009 v rámci Expedice 18. V roce 2011 se zúčastnila závěrečného letu programu Space Shuttle. V posádce raketoplánu Atlantis působila při misi STS-135 jako
letová specialistka. Celkem prožila v kosmu 157 dní, 8 hodin a 44 minut.

## Život

### Mládí
Sandra Magnusová se narodila v Belleville ve státě Illinois, zde roku 1982 absolvovala střední školu. Roku 1986 získala bakalářský titul z fyziky na University of Missouri ve městě Rolla (později, roku 1990 zde získala titul magistra elektrotechniky) a ještě roku 1986 začala pracovat ve společnosti McDonnell Douglas. Od roku 1991 zpracovávala doktorskou disertaci v Georgijském technickém institutu (Georgia Institute of Technology) jako stipendistka Lewisova výzkumného střediska NASA (NASA-Lewis Research Center), práci obhájila a doktorský titul získala roku 1996.

### Astronautka
Zúčastnila se z úspěchem 16. náboru astronautů NASA, v květnu 1996 byla mezi ně vybrána. Absolvovala všeobecnou kosmickou přípravu a získala kvalifikaci letové specialistky.
Od května 1998 pracovala ve skupině NASA pro spolupráci s ruskými partnery. V srpnu 2001 byla zařazena do posádky mise STS-112. Raketoplán Atlantis k letu STS-112 odstartoval 7. října 2002, cílem mise bylo pokračování ve výstavbě Mezinárodní vesmírné stanice (ISS). Na Zemi Atlantis přistál 18. října 2002 po 10 dnech, 19 hodinách a 59 minutách letu.

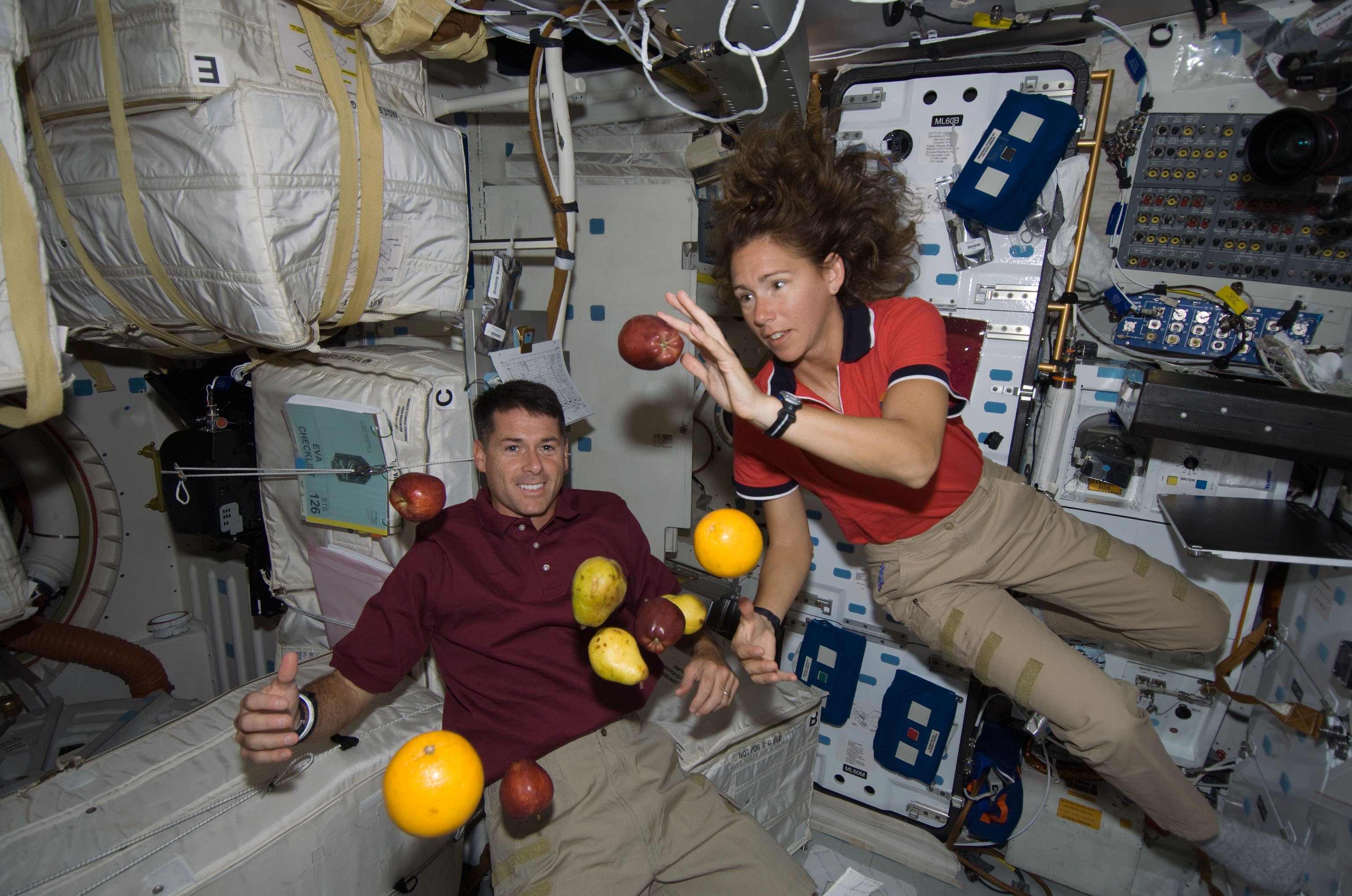
Robert Kimbrough a Sandra Magnusová na ISS. 16. listopadu 2008.

V únoru 2007 byla jmenována palubní inženýrkou Expedice 17 se startem při letu STS-126. V důsledku posunu letů Shuttlů přešla do Expedice 18. K druhému letu vzlétla 15. listopadu 2008 na palubě raketoplánu Endeavour. V posádce ISS nahradila Gregoryho Chamitoffa. Na stanici zůstala do března 2009, kdy ji vystřídal Kóiči Wakata. Na Zem se vrátila v raketoplánu Discovery 28. března 2009, tentokrát po 133 dnech, 18 hodinách a 18 minutách pobytu v kosmu.
V červenci 2011 se jako letová specialistka zúčastnila závěrečného letu programu Space Shuttle. Mise STS-135 raketoplánu Atlantis dopravila na ISS logistický modul Rafaello s náhradními díly a zásobami. Sandra Magnusová s Douglasem Hurleyem při manipulaci s modulem Rafaello a při výstupu kosmonautů do vesmíru obsluhovali staniční manipulátor Canadarm2. Na Zemi se raketoplán vrátil po 12 dnech a 18 hodinách letu.